# Binyavanga Wainaina
Pour les articles homonymes, voir Wainaina.
Kenneth Binyavanga Wainaina (né le 18 janvier 1971 à Nakuru et mort le 21 mai 2019 à Nairobi,) est un écrivain et journaliste kényan.

## Biographie
Né à Nakuru dans la région de Rift Valley le 18 janvier 1971, Binyavanga Wainaina a étudié le commerce à l'université Transkei en Afrique du Sud. Il a commencé par travailler comme journaliste indépendant au Cap. Il est le créateur de la revue Kwani, la première revue littéraire est-africaine depuis Transition Magazine. La revue a découvert un grand nombre d'auteurs africains, primés par la suite par le Caine Prize.
Binyavanga Wainaina a écrit des articles pour The Guardian, The New York Times, The EastAfrican, National Geographic, The Sunday Times ou encore Granta.
En 2007, il est en résidence littéraire à l'Union College de Schenectady (État de New York). Pendant le semestre d'automne de 2008, il était en résidence au Williams College puis est directeur au Bard College du Chinua Achebe Center for African Literature. En 2007, il a été désigné par le World Economic Forum comme étant un « Young Global Leader », récompense qu'il a déclinée. Il est aussi connu pour être un grand spécialiste de la cuisine moderne et traditionnelle africaine.
Il a reçu le Caine Prize For African Writing pour la nouvelle Discovering Home en 2002,. Avec la bourse et la notoriété offerte par le prix, il fonde l'association Kwani ? pour soutenir les auteurs kényans.
Son premier livre, One Day I Will Write About This Place, texte d'initiation autobiographique, est sorti en 2011 chez GreyWolf Press. « This place », dans le titre, se réfère au Kenya, bien sûr, mais aussi à l'Ouganda, pays de naissance de sa mère et à l'Afrique du Sud, pays vers lequel il est parti effectuer ses études à l'université et où il a commencé à écrire.
En 2014, il participe à la sélection de 39 jeunes écrivains africains dans le cadre du projet Africa39.
La même année, en réaction aux lois anti-homosexualité en vigueur ou en élaboration dans différents pays d'Afrique, Binyavanga Wainaina déclare publiquement qu'il est homosexuel. Il le révèle dans une nouvelle d'abord, présentée comme un « chapitre perdu » de son mémoire de 2011 et sur Tweeter : « I am, for anybody confused or in doubt, a homosexual. Gay, and quite happy. ». Il faut attendre 2013 pour le lire en français dans l’anthologie L’Afrique qui vient (Hoëbeke).
Wainaina meurt à 48 ans, à la suite d'un AVC le matin du 21 mai 2019, à l'hôpital Aga Khan (en) de Nairobi,.
Il avait subi plusieurs accidents depuis 2016,.

## Ouvrages
- (en) One Day I Will Write About This Place, Greywolf Press, 2011
- (en) Discovering Home (nouvelle, G21Net, 2001)
- (en) An Affair to Dismember (nouvelle)
- (en) Beyond the River Yei: Life in the Land Where Sleeping is a Disease (essai photographique, Kwani Trust), avec Sven Torfinn

## Articles
- (en) How To Write About Africa (article, satire, Granta 92 2005)
- (en) In Gikuyu, for Gikuyu, of Gikuyu (article, satire, Granta 103, 2008)
- (en) Viewpoint: Binyavanga on why Africa's international image is unfair, BBC News Africa, 24 avril 2012.
- (en) How to Write About Africa II: The Revenge, Bidoun, no 21, Bazaar II.